# Nausts von Cott
Die Nausts von Cott auf der Orkneyinsel Papa Westray in Schottland liegen unterhalb von Cott auf der Ostseite der Insel.
Es gibt mehrere Nausts (hier Noust genannt) an den Felsufern bei Cott. Drei davon sind ungewöhnlicherweise aus aufrechten Steinplatten gebaut worden, messen durchschnittlich etwa 5,0 m × 2,0 m und liegen am unteren Ende der Steigung, mit Zugang zum Strand. Südlicher aber höher am Hang sind Spuren von mindestens fünf weiteren Nausts.
Das Fehlen eines natürlichen Hafens bedingt, dass die Fischerboote nach jeder Fahrt deutlich über die Hochwassermarke aus dem Wasser gezogen werden mussten. Von den 17 Nauststandorten rund um die Insel stammen einige aus der Wikingerzeit, während die letzten im frühen 20. Jahrhundert erbaut wurden.
Die besten Beispiele liegen bei Nouster, wo vier von Steinmauern gesäumte große Nausts aus dem 19. Jahrhundert gut erhalten sind. In Backaskaill stehen noch die Winden der sechs Nausts. Ihre Anzahl zeigt die ehemalige Bedeutung der Fischerei. 1870 gab es 254 Schiffe auf der Insel.